# Sharon Bruneau
Pour les articles homonymes, voir Bruneau.
Sharon Leigh Bruneau (née le 1er février 1964) est une mannequin et culturiste retraitée canadienne. De 1992 à 1994, elle a participé à trois éditions de Ms. Olympia (la plus prestigieuse compétition de la discipline), puis a brièvement concouru en catégorie fitness. Elle a également eu une carrière sporadique en tant qu'actrice de films d'action.

## Biographie

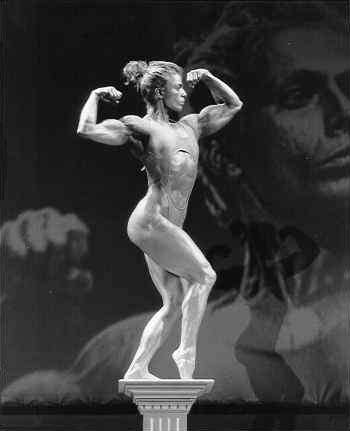
Sharon Bruneau guest-posing au Emerald Cup à Seattle (1992).

Sharon Bruneau, personnalité d'origine métisse aborigène franco-canadienne est née dans la cité minière de Timmins en Ontario. Les femmes d'origine aborigène sont très peu présentes dans le sport de haut niveau, et moins encore dans le circuit professionnel du culturisme ; Sharon Bruneau en est la représentante emblématique, fière de ses origines.
Elle commence sa carrière comme mannequin de mode au succès prometteur, jusqu'à ce qu’elle contracte une sévère pneumonie, entraînant une importante perte de poids. Après sa convalescence elle entreprend un programme de musculation afin de reprendre du poids pour revenir à son activité de mannequin. Mais son nouveau physique, modérément athlétique, lui vaut le dédain des agences de mannequins, car elle est jugée trop musclée par rapport aux critères en vigueur dans le milieu de la mode.
Elle abandonne alors cette carrière pour se consacrer pleinement à sa nouvelle passion pour le culturisme, déterminée à devenir professionnelle (le circuit féminin étant alors en plein essor : premier concours Ms. Olympia en 1980, parution du documentaire Pumping Iron II: The Women en 1985, retraite compétitive de Corinna Everson en 1989 après six titres consécutifs). Après une encourageante 4e place au concours Ms. International en 1992, elle ne se place au mieux que 10e lors de ses trois participations à Ms. Olympia (compétition la plus prestigieuse de la discipline), le niveau de muscularité des candidates (combinaison de masse et définition) ayant considérablement augmenté depuis le début des années 1990 (avec la rivalité entre Lenda Murray et Beverly Francis, puis Kim Chizevsky). Durant sa courte carrière dans le culturisme, Sharon a pris plus de 20 kg ; elle décide de s'affiner à nouveau pour tenter sa chance dans le circuit fitness, où les compétitions mêlent poses plastiques et enchaînements chorégraphiques apparentés à la danse acrobatique. Mais elle n'obtient qu'une 11e place à Ms. Fitness Olympia 1995, estimant cette fois avoir été pénalisée par son excès de muscularité. Elle abandonne la compétition peu après.
Sharon Bruneau est apparue en couverture des magazines Muscle & Fitness et Flex.
Elle tient quelques rôles mineurs en tant qu'actrice dans des films d'action : Tornado Run (1995), Nemesis 2: Nebula (1995), Nemesis III: Prey Harder (1996), R.S.V.P. (2002). En 2007, elle effectue quelques cascades pour le film Smokin' Aces.

## Palmarès concours
- 1991 IFBB North American Championships – 1re en catégorie « poids lourds »
- 1991 IFBB North American Championships – 1re toutes catégories
- 1992 Ms. International – 4e
- 1992 IFBB Ms. Olympia – 11e
- 1993 Ms. International – 7e
- 1993 IFBB Ms. Olympia – 10e
- 1994 Ms. International – 6e
- 1994 IFBB Ms. Olympia – 16e
- 1995 Fitness Olympia – 11e

## Films
- Tornado Run (1995, film d'action sorti directement en vidéo)
- Nemesis 2: Nebula (1995 film d'action et science-fiction, avec également Sue Price et Debbie Muggli)
- Nemesis 3: Time Lapse (1996, film d'action et science-fiction, avec également Sue Price, Debbie Muggli, Ursula Alberto, sorti directement en vidéo)
- R.S.V.P. (2002, film d'horreur)
- Smokin' Aces (2007, film d'action)